# Łazar Łagin
Łazar Iosifowicz Łagin (ros. Лазарь Иосифович Ла́гин, prawdziwe nazwisko - Ginzburg (Гинзбург); ur. 4 grudnia 1903, zm. 1979) – radziecki pisarz, scenarzysta i poeta, a także satyryk oraz pisarz książek dla dzieci. Jednym z jego najbardziej znanych utworów jest książka pt. Staruszek Hassan (Старик Хоттабыч). Pracował w gazecie Prawda oraz działał w czasopiśmie Krokodił. Od 1930 roku pisał scenariusze dla filmów animowanych (większość skryptów napisał dla Jefima Gamburga). Pochowany na Cmentarzu Kuncewskim w Moskwie. Pseudonim Łagin jest skrótem od pierwszych sylab imienia i nazwiska Łazar Ginzburg.

## Wybrana twórczość

### Książki
- Pancernik "Aniuta" (Броненосец "Анюта")
- Patent AV (Патент „АВ“)
- Staruszek Hassan (Старик Хоттабыч)
- Wyspa Rozczarowania (Остров разочарования)

Źródło:

### Scenariusze filmowe
- 1956: Dziadek Hassan (Старик Хотаббыч)
- 1966: Tu mieszkał Kozjawin (Жил-был Козявин)
- 1966: Про злую мачеху
- 1966: Происхождение вида
- 1967: Szpiegowskie pasje (Шпионские страсти)
- 1970: Uwaga! Wilki! (Внимание, волки!)

Źródło: